# All Night Long (seria filmowa)
All Night Long – japońska seria filmowa w reżyserii Katsuyi Matsumury. Pierwsza część została wydana w 1992 roku, najnowsza w 2009.

## All Night Long(1992)
Shinji Saito, Kensuke Suzuki i Tetsuya Tanaki są świadkami okrutnego morderstwa młodej uczennicy. Dzięki temu wydarzeniu trójka bohaterów poznaje się ze sobą. Po pewnym czasie dziewczyna jednego z nich zostaje brutalnie zgwałcona i zabita. Żądny zemsty Shinji zjawia się w domu Kensuke. Cała trójka wyrusza do kryjówki przestępców. Przeżywa jedynie Tetsuya, który też dowiaduje się, że on, oraz Kensuke i Shinji zabili nie te osoby, co trzeba...

## All Night Long 2: Atrocity(1995)
Shun'ichi Noda pada ofiarą gangu, który chce wyłudzić od niego pieniądze. Wzbudza zainteresowanie homoseksualnego szefa grupy. Wraz z rozwojem fabuły główny bohater spotyka się z dwoma nieznanymi sobie nastolatkami (myślał, że spotka się z tzw. Good Manem, z którym kontaktował się przez internet, jednak został przez niego oszukany). Udaje się z nimi do swojego domu. Wkrótce przybywa młoda kobieta, dziewczyna jednego z nowo poznanych przez Shun'ichi'ego nastolatków. Kolejnymi osobami, która odwiedzają jego dom są członkowie gangu, któremu ma zapłacić pieniądze. Kiedy zauważają obuwie dziewczyny postanawiają wejść do środka...

## All Night Long 3: The Final Chapter(1996)
Głównym bohaterem filmu jest Kikuo Sawada, pracownik hotelu. W wolnym czasie oddaje się nietypowym zajęciom, takim jak grzebanie w śmieciach. Gromadzi z nich coraz więcej informacji o kobiecie o imieniu Hitomi. Pewnej nocy kilku pracowników hotelu zjawia się u niej w domu. Przerażona Hitomi jest świadkiem upokarzania przez nich swojego chłopaka. Wszystko to kończy się wraz z przybyciem Kikuo...

## All Night Long 4(2002)
Głównym bohaterem filmu jest młody, samotny mężczyzna. Dzięki internetowi dowiaduje się o dziewczynie o imieniu Reika. Pewnej nocy zjawia się u niej w domu i zabija ją, pozbawiając kilku części ciała. Mężczyzna wypatruje sobie kolejną ofiarę. Podczas wizyty w jej mieszkaniu usypia ją i zanosi do siebie. Mimo że kobieta jest jego więźniem z czasem zdaje się powstawać między nimi pewna więź. Pod koniec filmu w domu porywacza zjawia się włamywacz. Po zobaczeniu martwej kobiety (tu wychodzi na jaw, że owa więź była jedynie wyobraźnią głównego bohatera) próbuje opuścić mieszkanie...

## All Night Long 5(2003)
Mężczyzna zaprasza młodą kobietę na kolację do swojego domu. Wskutek środka usypiającego dosypanego do jej kubka bohaterka osuwa się na podłogę. Po pewnym czasie budzi się w klatce, umiejscowionej w miejscu, które wygląda na piwnicę...

## All Night Long 6(2009)
Mężczyzna włamuje się do domu zamieszkałego przez dwie siostry. Zastaje w nim tylko jedną z nich. Po pewnym czasie w mieszkaniu zjawia się druga, starsza siostra. Włamywacz upokarza je i wykorzystuje. Po wielu godzinach postanawia opuścić ich dom. Nie udaje mu się to...